# Lisardo Doval Bravo
Lisardo Doval Bravo (La Coruña, 1888 - Madrid, 15 de octubre de 1975) fue un militar español y oficial de la Guardia Civil en la que llegó a alcanzar el grado de general. Fue muy conocido por ser uno de los principales responsables de la represión de la Revolución de Asturias de 1934, en la que empleó métodos brutales que fueron denunciados al gobierno de Alejandro Lerroux. Cuando estalló la guerra civil española de 1936-1939 se unió al bando de los sublevados y en mayo de 1937 fue nombrado por el general Franco jefe de Seguridad del Cuartel General del Generalísmo establecido en Salamanca.

## Biografía

### Carrera en la Guardia civil
Nació en un pueblecito de la provincia de La Coruña en 1888. Conoció de niño a Francisco Franco, que era cuatro años más joven que él, en Ferrol y más tarde coincidieron en la Academia de Infantería de Toledo. Se incorporó como oficial a la Guardia Civil y entre 1917 y 1922 sirvió en Oviedo. Durante la Dictadura de Primo de Rivera, con el grado de capitán fue nombrado jefe de la guarnición de Gijón, destino que desempeñó entre 1926 y 1931.
Durante ese período destacó por la dureza con que reprimió las huelgas y las manifestaciones de la izquierda republicana y obrera. Durante la Dictablanda de Dámaso Berenguer dirigió la represión en Gijón de la huelga general convocada para el día 15 de diciembre de 1930 por el "comité revolucionario" republicano-socialista surgido del Pacto de San Sebastián. Ese día y en el curso de una manifestación, se produjo el asalto e incendio de la iglesia del Sagrado Corazón; estando los asaltantes dentro y cuando uno de ellos pretendió desclavar la imagen del Cristo de la Paz, se realizaron dos disparos, uno de los cuales parece que desde el coro, matando a Carlos Tuero Morán, de 25 años, en el interior del templo. Nunca se pudo saber por una investigación policial y judicial fiables el origen ni autor de los disparos. El capitán Doval ordenó una carga de caballería contra los manifestantes y más tarde autorizó que se apaleara a los huelguistas para que denunciaran a sus cabecillas. En abril de 1931 recurrió al uso de las ametralladoras para repeler un ataque contra su cuartel. El director del diario gijonés El Noroeste, Antonio López-Oliveros, dijo de él:

Tengo para mí que Doval es un hombre de facultades excepcionales para el servicio del Estado. Valiente hasta la temeridad, su concepto del deber le lleva a las mayores exageraciones de la función, y a eso deben obedecer las extralimitaciones que se le atribuyen con los presuntos delincuentes en la obtención de las pruebas de culpabilidad

El nuevo Ayuntamiento republicano de Gijón, constituido tras las elecciones municipales del 12 de abril de 1931, intentó iniciar un proceso de depuración de responsabilidades por las actuaciones llevadas a cabo por el capitán Doval y los guardias civiles a sus órdenes. Enterado de las intenciones del Ayuntamiento, Doval escribió una larga carta exculpatoria que publicaron los diarios El Comercio y La Prensa. Al día siguiente aparecieron en el diario El Noroeste varias cartas al director de abogados y de personas detenidas por Doval en las que denunciaban las torturas y los malos tratos a los que habían sido sometidos o habían tenido conocimiento. Uno de los casos denunciados fue el siguiente:

El 18 de mayo de 1928 se me acercaron dos hombres en la calle Corrida, y con frases despóticas me hicieron seguirles. Me condujeron al cuartel de la Guardia Civil. En presencia del capitán Doval, me pregunta éste:

-¿Dónde vio usted a uno que se llama Hermógenes?

-No sé nada de Hermógenes, hace tres años que no sé nada de él.

-¿Con que no sabe, eh? Pues para que vaya haciendo memoria, ¡toma!

Y me dio tres puñetazos en el vientre. Después me llevaron a una habitación donde me tuvieron 32 horas sin comer ni beber. A las diez de la noche vino el teniente Pablo y me acometió a patadas y puñetazos. Además, me esposó y me apretó cruelmente las esposas hasta hundírmelas en las muñecas. No se fue sin ordenar a un guardia que me vigilase toda la noche, que me tuviese siempre de pie y sin moverme, con el rostro pegado a la pared y un papel de fumar en las ventanas de las narices. El guardia, hombre compasivo, me permitió sentarme cuando advirtió que me iba a caer desmayado. Al día siguiente me pusieron en libertad, y como estaría de desfigurado por los golpes, que al llegar a mi casa, mi compañera no me conoció. Entonces me enteré de que aquella maldita noche habían estado dos guardias civiles en mi casa, en la que habían entrado haciendo ceder la puerta a patadas, con el natural susto de mi compañera, que estaba sola. El guardia llamado Constantón registró como le dio la gana y se llevó algunos instrumentos de trabajo que aún no me han devuelto, aunque sí dijeron "que fuese a por ellos". Quise dar conocimiento al gobernador civil de lo que me habían hecho, y cuando me disponía a tomar el tren para Oviedo, me detienen en la estación y me vuelven a llevar al cuartel. Otra vez me acometieron a puñetazos en el vientre y otra vez me tuvieron otras 29 horas sin comer. ¡Y no estaba acusado de ningún delito y se me atropellaba, vejaba y maltrataba de manera tan cruel porque no sabía decir dónde estaba un hombre del que hacía tres años que no tenía referencias!

Participó en el fracasado golpe de Estado del general Sanjurjo de agosto de 1932, por lo que fue suspendido, pero se benefició de la amnistía concedida por el gobierno radical de Alejandro Lerroux, apoyado por la CEDA de José María Gil Robles, el 24 de abril de 1934. Fue elegido por Gil Robles para que adiestrara a los escuadrones paramilitares de las Juventudes de Acción Popular (JAP), la rama juvenil de la CEDA. El 19 de septiembre de 1934 fue destinado a Tetuán (protectorado español de Marruecos).

### La Revolución de Asturias
Nada más acabar la Revolución de Asturias fue nombrado el 1 de noviembre de 1934 delegado especial para el orden público en Asturias y León por recomendación expresa del general Franco que había dirigido desde Madrid las operaciones militares que pusieron fin a la "comuna obrera" asturiana. En la Orden circular de 1 de noviembre, creando el cargo de «delegado del Ministerio de la Guerra para el orden público en las provincias de Asturias y León» se le ponía al mando de la Administración policial para «la persecución de los elementos responsables de los delitos perpetrados en la revuelta». Su actuación quedó al margen de cualquier control judicial ya que el radical Diego Hidalgo, Ministro de la Guerra en el gobierno de coalición radical-cedista presidido por Alejandro Lerroux, le entregó un documento para «que con la necesaria autonomía y especial jurisdicción pudiera realizar su cometido ya que sin este requisito todos los imponderables de carácter jerárquico, burocrático jurisdiccional, etc., hubieran sido dificultades y obstáculos». Sus métodos brutales e indiscriminados pronto fueron denunciados incluso por la prensa internacional. Esto obligó al director general de Seguridad, José Valdivia y Garci-Borrón, a intervenir y el 15 de noviembre envió a un subordinado suyo, el inspector Adrover, para que abriera una investigación, en la que tuvo que enfrentarse al propio Doval.
El diputado del Partido Republicano Radical Félix Gordón Ordás, miembro de una comisión parlamentaria que estuvo en Asturias para averiguar la veracidad de las noticias que hablaban de torturas a los detenidos, elaboró un informe sobre las "torturas sádicas" que utilizaba el comandante Lisardo Doval y lo envió al presidente del gobierno Alejandro Lerroux, que en principio ordenó a sus superiores que contuvieran las actividades del comandante. Según el historiador Gabriel Jackson:

Doval empleó, entre otras técnicas, presiones sobre los órganos sexuales o el clavar alfileres o astillas bajo las uñas. También tenía un ingenioso método para atar las muñecas y las piernas de la víctima al cañón y mango de un fusil y levantarla luego del suelo por medio de una polea.

Finalmente el 8 de diciembre de 1934 el gobierno ordenó su vuelta a Tetuán, aunque no a causa de las violaciones de los derechos de los detenidos, sino por insubordinación al haber entregado copia de las órdenes recibidas, en el sentido de que se contuviera en la represión, a destacados dirigentes monárquicos. Pocos meses después, en abril de 1935, fue nombrado jefe de seguridad en el Protectorado Español de Marruecos. En noviembre de 1935 fue enviado por el gobierno a Nueva York para que estudiara los servicios policiales norteamericanos, donde, según el comentario del diario ABC que dio la noticia, sabrá "hacer resaltar una vez más sus excepcionales dotes de Jefe" de la Guardia Civil,

"cuya acertada gestión como delegado general de Asturias, a raíz de los luctuosos hechos de octubre, mereció la gratitud de los españoles, simbolizada en la entrega de un bastón de mando, que le fue regalado por una Comisión de distinguidas damas de Oviedo".

### La Guerra Civil
Cuando se produjo el golpe de Estado de julio de 1936, el comandante Doval dirigió desde Salamanca una columna que avanzó sobre Ávila para ocupar los pueblos cercanos a la sierra y acceder a Madrid, pero su columna fue disuelta al ser derrotada por las fuerzas leales procedentes de Madrid al mando del teniente coronel Julio Mangada. En esas operaciones también participó el líder de Falange Española Onésimo Redondo que dirigía las milicias falangistas. Redondo murió el 24 de julio en el pueblo segoviano de Labajos.
Al conocerse la noticia milicias falangistas integradas por seguidores de Onésimo Redondo dispuestos a vengar su muerte, apoyadas por una unidad militar al mando del comandante Doval, se dirigió a Salamanca donde llevó a cabo la represión de los izquierdistas que ya habían sido detenidos. Muchos de ellos fueron sacados por los falangistas de las celdas y ejecutados. Entre ellos el alcalde de la ciudad, Casto Prieto Carrasco, catedrático de radiología de la Facultad de Medicina de la Universidad de Salamanca, y el diputado socialista José Andrés Manso.
El 14 de mayo de 1937 fue nombrado por el general Franco jefe de Seguridad de la residencia y el Cuartel General del Generalísimo en Salamanca, ocupándose del mando de "las fuerzas europeas y marroquíes encargadas de la guardia de S.E."
Finalizada la guerra civil presidió los consejos de guerra contra los derrotados en Tortosa. En dos juicios celebrados el 10 de agosto de 1939, en los que estaban encausados 14 y 15 hombres, respectivamente, los acusados sólo pudieron hablar con el militar designado como abogado defensor el mismo día del juicio, y todo el proceso no duró ni media hora.
Hacia 1953 se jubiló con el rango de general de la Guardia Civil. Murió 22 años después a la edad de 87 años en el Hospital Militar Gómez Ulla de Madrid el 15 de octubre de 1975, un mes antes del fallecimiento del general Franco.